# زیر چتر ملکه
زیر چتر ملکه (انگلیسی: Under the Queen's Umbrella؛ کره‌ای: 슈룹) یک مجموعه تلویزیونی محصول کره جنوبی سال ۲۰۲۲ با بازی کیم هه سو، کیم هه سوک و چوی وون یونگ است. این مجموعه از ۱۵ اکتبر تا ۴ دسامبر ۲۰۲۲، روزهای شنبه و یکشنبه ساعت ۲۱:۱۰ (کی‌اس‌تی) از تی‌وی‌ان پخش شد. زیر چتر ملکه همچنین برای استریم در نتفلیکس در مناطق منتخب قابل دسترسی است.

## بازیگران

### اصلی
- کیم هه سو در نقش ملکه ایم هوا ریونگ[۲][۷]
  - چه‌رین در نقش جوانی ایم هوا ریونگ[۸]
- کیم هه سوک در نقش ملکه مادر[۷]
- چوی وون یونگ در نقش پادشاه یی هو[۷]

### مکمل

#### پسران ملکه
- مون سانگ مین در نقش شاهزاده بزرگ سونگنام[۹]
- به این هیوک در نقش ولیعهد[۱۰]
- یون سانگ هیون در نقش شاهزاده بزرگ موآن[۱۱]
- یو سون هو در نقش شاهزاده بزرگ گه‌سونگ[۱۲]
- پارک ها جون در نقش شاهزاده بزرگ ایل‌یونگ[۱۳]

#### همسران سلطنتی
- اوک جا یون در نقش همسر سلطنتی گی‌این هوانگ[۱۴][۱۵]
- کیم گا اون در نقش همسر سلطنتی سویونگ ته[۱۶]
- وو جونگ وون در نقش همسر سلطنتی گی‌این گو[۱۷]

#### پسران همسران سلطنتی
- کانگ چان هی در نقش شاهزاده یی سونگ[۱۸]
- کیم مین گی در نقش شاهزاده بوگوم[۱۹]
- مون سونگ هیون در نقش شاهزاده شیم سو[۲۰]

#### مردم در قصر
- کیم یی سونگ در نقش رئیس شورای دولتی هوانگ وون هیونگ[۲۱]
- جانگ هیون سونگ در نقش وزیر جنگ یون سوکوانگ[۲۲]

#### دیگران
- اوه یه جو در نقش یون چونگ ها[۲۳][۲۴]
- جون هه وون در نقش چو وول[۲۵]
- سو یی سوک در نقش ملکه خلع شده یون[۲۶]

### سایر بازیگران
- شین سو جونگ در نقش همسر سلطنتی کیم سویی[۲۷][۲۸]
- سونگ یونگ آه در نقش همسر سلطنتی چوی سوگ یی[۲۷]
- لی هایونگ در نقش همسر سلطنتی مون سو وون[۲۷]
- لی یو یونگ در نقش همسر سلطنتی اوک سوک وون[۲۹]
- لی سو هی در نقش بانوی ویژه دربار پارک[۲۹][۳۰]
- شین یی آن در نقش شاهزاده یونگ مین[۳۱]
- هونگ جه مین در نقش شاهزاده هودونگ[۳۲]
- کیم یونگ جه در نقش منشی ارشد سلطنتی مین سونگ یون[۳۳]
- لی جونگ اون در نقش بانوی دربار نام[۳۴]
- یو یون در نقش بانوی دربار اوه[۳۵]
- پارک جون میون در نقش بانوی دربار شین[۳۶]
- کیم جه بوم در نقش طبیب کوان[۳۷][۳۸]
- کوان هه-هیو در نقش استاد توجی[۳۹]
- کیم سونگ سو در نقش پارک کیونگ وو[۴۰]
- کیم دونگ هی در نقش مین، همسر ولیعهد[۴۱]
- سو وو جین در نقش وارث بزرگ[۴۲]
- ته وون سوک در نقش سو هام دوک[۴۳]
- یون سول در نقش ماک ریو[۴۴]
- جو آه یونگ در نقش بزرگ‌ترین مین سونگ یون[۴۵]

### حضور ویژه
- رین در نقش یک رهگذر[۴۶]
- آن یونگ-جون در نقش نماینده محققان سونگ کیون کوان[۱۵]
- پارک هیو-جو در نقش یک پرستار کودک[۴۷]